# Borniola bidentifera
Borniola bidentifera är en musselart som först beskrevs av Powell 1933.  Borniola bidentifera ingår i släktet Borniola och familjen Lasaeidae. Inga underarter finns listade i Catalogue of Life.